# ویلی آلتیگ
ویلی آلتیگ (انگلیسی: Willi Altig؛ زادهٔ ۱۷ ژانویهٔ ۱۹۳۵) دوچرخه‌سوار اهل آلمان است.